# Elektra Records
Elektra Records (или Elektra Entertainment) је америчка дискографска кућа чији је власник Warner Music Group. Основана је 1950. године, а њени оснивачи су Џек Холцман и Пол Риколт. Одиграла је важну улогу у развоју савремене фолк и рок музике између 1950-их и 1970-их.